# مارك كوين (لاعب دوري الرغبي)
مارك كوين (بالإنجليزية: Mark Coyne)‏ هو لاعب دوري الرغبي أسترالي، ولد في 16 أغسطس 1967.